# Pedro Cañada
Pedro Cañada Castillo (Calzadilla, Cáceres, 22 de febrero de 1936) es un político y profesor universitario español. Actualmente es presidente del partido Extremadura Unida.
Pedro Cañada Castillo fue uno de los fundadores, al inicio de la Transición, del partido Acción Regional Extremeña, que poco después se integraría en la coalición, luego partido político, Unión de Centro Democrático. Elegido senador por Cáceres por la UCD en 1977 y 1979, dejó el partido, pasando del Grupo Centrista al Mixto el 17 de noviembre de 1979, para fundar Extremadura Unida. En la actualidad es presidente del partido tras no presentarse a la reelección como secretario general en noviembre de 2008.
Ha sido alcalde de su pueblo, Calzadilla. También fue Consejero de Educación en la junta pre-autonómica de Extremadura.
Su carrera académica la realizó como profesor de Filosofía en la Universidad Complutense de Madrid. También fue director del Gabinete de Estudios y Actividades Culturales de la Universidad Autónoma de Madrid. Es Doctor en Filosofía por la Universidad de Friburgo (Suiza) en la especialidad de ética social. Publicó en 1968 su tesis doctoral titulada "Derecho al Error"
.